# Frank Rijkaard
Frank Rijkaard, właśc. Franklin Edmundo Rijkaard (ur. 30 września 1962 w Amsterdamie) – holenderski piłkarz, który grał na pozycji defensywnego pomocnika lub środkowego obrońcy, reprezentant kraju, trener.
Uznawany jest za jednego z najlepszych defensywnych pomocników w historii futbolu. Wychowanek Ajaxu Amsterdam. Zawodnik portugalskiego Sportingu, hiszpańskiego Realu Saragossa, włoskiego AC Milan. Pięciokrotny mistrz Holandii, czterokrotny zdobywca Pucharu Holandii, dwukrotny mistrz Włoch, dwukrotny zdobywca Złotych Butów w Holandii, trzykrotny zdobywca Pucharu Europy/Ligi Mistrzów (2 z AC Milanem, 1 z Ajaxem Amsterdam), Pucharu Zdobywców Pucharów (z Ajaxem Amsterdam), Superpucharu Europy oraz Pucharu Interkontynentalnego (z AC Milanem), a także Piłkarz Serie A 1992. Z reprezentacją Holandii dwukrotnie uczestniczył w mistrzostwach Europy (1988 – mistrzostwo, 1992 – półfinał) oraz mistrzostwach świata (1990, 1994). Jako trener prowadził reprezentację Holandii (półfinał mistrzostw Europy 2000), Spartę Rotterdam, hiszpańską FC Barcelonę (dwukrotny mistrz Hiszpanii, dwukrotny zdobywca Superpucharu Hiszpanii, zdobywca Ligi Mistrzów), turecki Galatasaray Stambuł oraz reprezentację Arabii Saudyjskiej.

## Kariera piłkarska

### Ajax Amsterdam
Karierę piłkarską rozpoczął w Ajaxie Amsterdam, w którym debiut zaliczył 23 sierpnia 1980 roku w wygranym 4:2 meczu wyjazdowym z Go Ahead Eagles w ramach 1. kolejki ligi Eredivisie, w którym również strzelił swojego pierwszego gola dla swojej drużyny. W następnych latach stał się liderem Godenzonen (Synów Bogów), z trzykrotnie zdobywał mistrzostwo Holandii (1982, 1983, 1985), czterokrotnie wicemistrzostwo Holandii (1981, 1986, 1987, 1988), dwukrotnie Puchar Holandii (1983, 1986), dotarł do finału Pucharu Holandii 1981, zdobył Puchar Zdobywców Pucharów 1987 oraz dwukrotnie zdobył nagrodę Złote Buty w Holandii (1985, 1987).

### Real Saragossa
W 1987 roku po konflikcie z trenerem Ajaxu Amsterdam – Johanem Cruijffem Rijkaard postanowił odejść z klubu i podpisał kontrakt z portugalskim Sportingiem. Jednakże został on podpisany po zatwierdzeniu list startowych i nie mógł wystąpić w żadnym meczu zespołu, w związku z czym do końca sezonu 1987/1988 został wypożyczony do hiszpańskiego Realu Saragossa, w którym rozegrał 11 meczów.

### AC Milan
Po sezonie 1987/1988 Rijkaard został zawodnikiem włoskiego AC Milan, w którym wraz z kolegami z reprezentacji Holandii – Marco van Bastenem i Ruud Gullitem stanowił o sile Rossonerich oraz osiągnął największe sukcesy w karierze piłkarskiej: dwukrotnie mistrzostwo Włoch (1992, 1993), dwukrotnie wicemistrzostwo Włoch (1990, 1991), 3. miejsce w Serie A 1990, dwukrotnie Superpuchar Włoch (1988, 1992), dwukrotnie Puchar Europy (1989, 1990), Superpuchar Europy 1990, Puchar Interkontynentalny 1990, a także osiągał sukcesy indywidualne: 3. miejsce w plebiscycie Złotej Piłki (1988, 1989), Piłkarz meczu Pucharu Interkontynentalnego 1990, Zagraniczny zawodnik ligi Serie A oraz Złoty Guerin przyznawany dla najlepszego piłkarza ligi Serie A (1992). Dotarł do finału pierwszej edycji od zreformowania rozgrywek i zmiany nazwy Ligi Mistrzów 1993, w którym Rossoneri przegrali 1:0 z francuskim Olympique Marsylia na Stadionie Olimpijskim w Monachium.

### Powrót do Ajaxu Amsterdam i koniec kariery
W 1993 roku po utracie miejsca w podstawowym składzie AC Milanu, postanowił wrócić do Ajaxu Amsterdam, gdzie bardzo dobrze zaaklimatyzował się w młodej drużynie budowanej przez trenera Louisa van Gaala. Zdobył z tą drużyną dwukrotnie mistrzostwo Holandii (1994, 1995) oraz 24 maja 1995 roku na Ernst-Happel-Stadion w Wiedniu wystąpił w finale Ligi Mistrzów, w którym Ajax Amsterdam pokonał 1:0 byłą drużynę Rijkaarda – AC Milan, dzięki czemu Rijkaard został wybrany do Jedenastki Sezonu według magazynu ESM: 1995. Po tym triumfie ogłosił zakończenie kariery piłkarskiej w wieku 32 lat.

## Kariera reprezentacyjna
W reprezentacji Holandii w latach 1981–1994 rozegrał 73 mecze, w których zdobył 10 goli. Debiut zaliczył 1 września 1981 roku w przegranym 2:1 meczu towarzyskim z reprezentacją Szwajcarii rozegranym na Hardturmie w Zurychu, w którym po pierwszej połowie został zastąpiony przez innego debiutanta w tym meczu – Ruuda Gullita.

### Euro 1988
W 1988 roku Rijkaard został powołany przez selekcjonera reprezentacji Holandii – Rinusa Michelsa na mistrzostwa Europy 1988 w RFN-ie, na których wraz z Marco van Bastenem i Ruudem Gullitem, stanowił o sile Pomarańczowych. 25 czerwca 1988 roku w wystąpił finale turnieju rozegranym na Stadionie Olimpijskim w Monachium, w którym Pomarańczowi spotkali się z reprezentacją ZSRR, z którą grali już na tym turnieju, w fazie grupowej, w której mecz wówczas zakończył się zwycięstwem Sbornej 0:1. Jednak w finale to reprezentacja Holandii wygrała 0:2 po bramkach Ruuda Gullita i Marco van Bastena i tym samym została mistrzem Europy, a Rijkaard wraz z Marco van Bastenem i Ruudem Gullitem został wybrany do Drużyny Gwiazd turnieju.

### Mundial 1990
Po turnieju targani ciągłymi zmianami selekcjonerów i konfliktami Pomarańczowi grali znacznie słabiej. Na mistrzostwach świata 1990 we Włoszech drużyna pod wodzą selekcjonera Leo Beenhakkera w fazie grupowej zremisowali wszystkie trzy mecze (z reprezentacją Egiptu (1:1), z reprezentacją Anglii (0:0) oraz reprezentacją Irlandii (1:1) i z trudem wyszli z grupy, a w 1/8 finału przegrali 2:1 z późniejszym mistrzem świata – reprezentacją RFN-u, a Rijkaard w 22. minucie, po otrzymaniu żółtej kartki po faulu na Rudim Völlerze opluł go, który chwilę później symulował atak bramkarza Pomarańczowych – Hansa van Breukelena, za co obaj otrzymali po czerwonej kartce i tym samym zakończyli udział w turnieju nie wygrywając żadnego meczu.

### Późniejsze lata i koniec kariery
Rijkaard wystąpił z Pomarańczowymi na mistrzostwach Europy 1992 w Szwecji, na których dotarli do półfinału, w którym Rijkaard zdobył gola na 2:2 w meczu z reprezentacją Danii i tym samym doprowadził najpierw do dogrywki, a potem do serii rzutów karnych, w których lepszy okazał się Duński dynamit wygrywając tę rywalizację 4:5 a potem sensacyjnie zdobył mistrzostwo Europy do zwycięstwie w finale 2:0 z reprezentacją Niemiec oraz na mistrzostwach świata 1994 w Stanach Zjednoczonych, na których Pomarańczowi dotarli do ćwierćfinału, w którym przegrali 2:3 z późniejszym mistrzem świata – reprezentacją Brazylii, a Rijkaard po tym meczu ogłosił zakończenie kariery reprezentacyjnej.

## Kariera trenerska

### Reprezentacja Holandii
Po zakończeniu kariery piłkarskiej rozpoczął karierę trenerską. Tuż przed mistrzostwami świata 1998 we Francji został włączony do sztabu szkoleniowego reprezentacji Holandii przez selekcjonera Guusa Hiddinka. Po turnieju, który Pomarańczowi zakończyli na 4. miejscu oraz po odejściu Guusa Hiddinka do hiszpańskiego Realu Madryt, ku zaskoczeniu większości obserwatorów Rijkaard został wybrany na jego następcę. Pomarańczowi nie musieli grać w eliminacjach do mistrzostw Europy 2000, gdyż wraz z Belgią byli współgospodarzami turnieju, więc zadaniem Rijkaarda było zbudowanie i przygotowanie drużyny do turnieju w meczach towarzyskich. Mimo udanego debiutu, w którym Pomarańczowi 10 października 1998 roku na Philips Stadion w Eindhoven wygrali 2:0 w meczu towarzyskim z reprezentacją Peru, przez 1,5 roku (11 meczów) nie odnieśli zwycięstwa. Wygrali dopiero 23 lutego 2000 roku na Amsterdam Arena 2:1 w meczu towarzyskim z reprezentacją Niemiec. Rijkaard rzadko eksperymentował (z nowych graczy na turniej pojechali tylko Roy Makaay i Sander Westerveld, którzy byli tylko rezerwowymi) i oparł drużynę na doświadczonych graczach, w większości swoich dawnych kolegach z Ajaxu Amsterdam. Sam był przez nich traktowany jak dobry kolega (większość zawodników zwracała się do niego po imieniu) i być może taka nieoficjalna atmosfera spowodowała, że po raz pierwszy od wielu lat w kadrze nie było konfliktów między piłkarzami. Pomarańczowi efektownie wygrali swoją grupę (reprezentacją Czech (1:0), reprezentacją Danii (3:0) i reprezentacją Francji (3:2)), a w ćwierćfinale rozgromili 6:1 reprezentację Jugosławii. W półfinale spotkali się z reprezentacją Włoch. Po 90 minutach i po dogrywce był bezbramkowy remis, w związku z czym doszło do serii rzutów karnych, w których lepsi okazali się Azzurri wygrywając 3:1. Po tej porażce w prasie przetoczyła się ostra krytyka Rijkaarda, który wkrótce podał się do dymisji.

### FC Barcelona
W 2001 roku po rocznej przerwie Rijkaard został trenerem Sparty Rotterdam, którego nie zdołał utrzymać w Eredivisie w sezonie 2001/2002. W 2003 roku został trenerem przeżywającej wówczas duży kryzys formy hiszpańskiej FC Barcelony. Najpierw pożegnał się z doświadczonymi piłkarzami (m.in. dawnymi podopiecznymi z reprezentacji Holandii braćmi Frankiem i Ronaldem de Boer) i zdecydowanie postawił na młodych i nieogranych zawodników, takich jak m.in.: Ronaldinho, Víctor Valdés, Deco, Rafael Márquez, Oleguer, z którymi odnosił największe sukcesy w karierze trenerskiej. Najpierw w sezonie 2003/2004 zdobył wicemistrzostwo Hiszpanii, a potem dwukrotnie mistrzostwo Hiszpanii (2005, 2006), Superpuchar Hiszpanii (2005, 2006), a w 2006 roku zdobył Ligę Mistrzów po zwycięstwie 2:1 z angielskim Arsenalem rozegranym na Stade de France w Paryżu, po czym FC Barcelona była uważana za jedną z najskuteczniejszych i najefektowniej grających drużyn na świecie, a Rijkaard w tym samym roku został wybrany Trenerem Roku UEFA i IFFHS, a także zdobył Nagrodę Alfa Ramseya oraz w plebiscycie Onze d’Or przeznaczoną dla najlepszych europejskich trenerów. Jednak potem Duma Katalonii przeżywała kryzys formy, w Primera División rozgrywki kończyła następująco: (2006/2007 – wicemistrzostwo Hiszpanii, 2007/2008 – 3. miejsce), a po sezonie 2007/2008 Rijkaard został zastąpiony przez Josepa Guardiolę.

### Dalsza kariera
Rijkaard w latach 2009–2010 trenował turecki Galatasaray Stambuł, a 28 czerwca 2011 roku został selekcjonerem reprezentacji Arabii Saudyjskiej, podpisując trzyletni kontrakt, jednak 16 stycznia 2013 roku został zdymisjonowany.

## Statystyki

### Klubowe
| Klub               | Sezon              | Liga               | Liga  | Liga | Puchar krajowy | Puchar krajowy | UEFA  | UEFA | Inne  | Inne | Łącznie | Łącznie |
| Klub               | Sezon              | Liga               | Mecze | Gole | Mecze          | Gole           | Mecze | Gole | Mecze | Gole | Mecze   | Gole    |
| ------------------ | ------------------ | ------------------ | ----- | ---- | -------------- | -------------- | ----- | ---- | ----- | ---- | ------- | ------- |
| Ajax Amsterdam     | 1980/1981          | Eredivisie         | 24    | 4    |                |                | 1     | 1    | –     | –    | 25      | 5       |
| Ajax Amsterdam     | 1981/1982          | Eredivisie         | 27    | 5    |                |                | 0     | 0    | –     | –    | 27      | 5       |
| Ajax Amsterdam     | 1982/1983          | Eredivisie         | 25    | 3    | 8              | 1              | 0     | 0    | –     | –    | 33      | 4       |
| Ajax Amsterdam     | 1983/1984          | Eredivisie         | 23    | 9    | 3              | 1              | 1     | 0    | –     | –    | 27      | 10      |
| Ajax Amsterdam     | 1984/1985          | Eredivisie         | 34    | 7    | 3              | 1              | 4     | 1    | –     | –    | 41      | 9       |
| Ajax Amsterdam     | 1985/1986          | Eredivisie         | 30    | 9    | 6              | 4              | 2     | 0    | –     | –    | 38      | 13      |
| Ajax Amsterdam     | 1986/1987          | Eredivisie         | 34    | 7    | 5              | 0              | 9     | 2    | –     | –    | 48      | 9       |
| Ajax Amsterdam     | 1987/1988          | Eredivisie         | 8     | 3    | 0              | 0              | 1     | 1    | 0     | 0    | 9       | 4       |
| Łącznie            | Łącznie            | Łącznie            | 205   | 47   | 25             | 7              | 18    | 5    | 0     | 0    | 248     | 59      |
| Sporting CP        | 1987/1988          | Primeira Liga      | 0     | 0    | 0              | 0              | 0     | 0    | 0     | 0    | 0       | 0       |
| Łącznie            | Łącznie            | Łącznie            | 0     | 0    | 0              | 0              | 0     | 0    | 0     | 0    | 0       | 0       |
| Real Saragossa     | 1987/1988          | Primera División   | 11    | 0    | 0              | 0              | –     | –    | –     | –    | 11      | 0       |
| Łącznie            | Łącznie            | Łącznie            | 11    | 0    | 0              | 0              | –     | –    | –     | –    | 11      | 0       |
| AC Milan           | 1988/1989          | Serie A            | 31    | 4    | 6              | 0              | 9     | 1    | 1     | 1    | 47      | 6       |
| AC Milan           | 1989/1990          | Serie A            | 29    | 2    | 6              | 0              | 9     | 2    | 3     | 0    | 47      | 4       |
| AC Milan           | 1990/1991          | Serie A            | 30    | 3    | 2              | 0              | 4     | 0    | 3     | 3    | 39      | 6       |
| AC Milan           | 1991/1992          | Serie A            | 30    | 5    | 5              | 0              | –     | –    | –     | –    | 35      | 5       |
| AC Milan           | 1992/1993          | Serie A            | 22    | 2    | 5              | 0              | 6     | 3    | 0     | 0    | 33      | 5       |
| Łącznie            | Łącznie            | Łącznie            | 142   | 16   | 24             | 0              | 28    | 6    | 7     | 4    | 201     | 26      |
| Ajax Amsterdam     | 1993/1994          | Eredivisie         | 30    | 10   | 4              | 0              | 6     | 1    | 1     | 0    | 41      | 11      |
| Ajax Amsterdam     | 1994/1995          | Eredivisie         | 26    | 2    | 2              | 0              | 10    | 0    | 1     | 0    | 39      | 2       |
| Łącznie            | Łącznie            | Łącznie            | 56    | 12   | 6              | 0              | 16    | 1    | 2     | 0    | 80      | 13      |
| Łącznie w karierze | Łącznie w karierze | Łącznie w karierze | 414   | 75   | 55             | 7              | 62    | 12   | 9     | 4    | 540     | 98      |

### Reprezentacyjne
| Reprezentacja | Rok     | Mecze | Bramki |
| ------------- | ------- | ----- | ------ |
| Holandia      |         |       |        |
| 1981          | 1       | 0     |        |
| 1982          | 5       | 0     |        |
| 1983          | 3       | 2     |        |
| 1984          | 2       | 0     |        |
| 1985          | 5       | 0     |        |
| 1986          | 4       | 0     |        |
| 1987          | 4       | 0     |        |
| 1988          | 10      | 0     |        |
| 1989          | 5       | 0     |        |
| 1990          | 7       | 1     |        |
| 1991          | 3       | 0     |        |
| 1992          | 11      | 3     |        |
| 1993          | 4       | 0     |        |
| 1994          | 9       | 4     |        |
| Łącznie       | Łącznie | 73    | 10     |

### Gole w reprezentacji
| Lp. | Data       | Stadion                         | Przeciwnik | Wynik | Turniej         |
| --- | ---------- | ------------------------------- | ---------- | ----- | --------------- |
| 1.  | 17.12.1983 | Stadion Feijenoord, Rotterdam   | Malta      | 5:0   | El. Euro 1984   |
| 2.  | 17.12.1983 | Stadion Feijenoord, Rotterdam   | Malta      | 5:0   | El. Euro 1984   |
| 3.  | 03.06.1990 | Maksimir, Zagrzeb               | Jugosławia | 2:0   | Mecz towarzyski |
| 4.  | 27.05.1992 | De Baandert, Sittard            | Austria    | 3:2   | Towarzyski      |
| 5.  | 18.06.1992 | Ullevi, Göteborg                | Niemcy     | 3:1   | Euro 1992       |
| 6.  | 22.06.1992 | Ullevi, Göteborg                | Dania      | 2:2   | Euro 1992       |
| 7.  | 19.01.1994 | Stade El Menzah, Tunis, Tunisia | Tunezja    | 2:2   | Mecz towarzyski |
| 8.  | 01.06.1994 | Stadion Feijenoord, Rotterdam   | Węgry      | 7:1   | Mecz towarzyski |
| 9.  | 01.06.1994 | Stadion Feijenoord, Rotterdam   | Węgry      | 7:1   | Mecz towarzyski |
| 10. | 12.06.1994 | Varsity Stadium, Toronto        | Kanada     | 3:0   | Mecz towarzyski |

### Trenerskie
| Drużyna             | Od         | Do         | Wyniki | Wyniki | Wyniki | Wyniki | Wyniki |
| Drużyna             | Od         | Do         | M      | Z      | R      | P      | Z%     |
| ------------------- | ---------- | ---------- | ------ | ------ | ------ | ------ | ------ |
| Holandia            | 06.1998    | 07.2000    | 22     | 8      | 12     | 2      | 36.36  |
| Sparta Rotterdam    | 06.2001    | 05.2002    | 38     | 6      | 12     | 20     | 15.79  |
| FC Barcelona        | 07.2003    | 05.2008    | 273    | 160    | 63     | 50     | 58.61  |
| Galatasaray Stambuł | 05.06.2009 | 20.10.2010 | 67     | 37     | 15     | 15     | 55.22  |
| Arabia Saudyjska    | 28.06.2011 | 16.01.2013 | 27     | 7      | 9      | 11     | 25.93  |
| Łącznie             | Łącznie    | Łącznie    | 551    | 338    | 109    | 104    | 61.34  |

## Sukcesy

### Zawodnicze
Ajax Amsterdam
- Mistrzostwo Holandii: 1982, 1983, 1985, 1994, 1995
- Wicemistrzostwo Holandii: 1981, 1986, 1987, 1988
- Puchar Holandii: 1983, 1986
- Finał Pucharu Holandii: 1981
- Superpuchar Holandii: 1993, 1994, 1995
- Puchar Zdobywców Pucharów: 1987
- Liga Mistrzów: 1995

AC Milan
- Mistrzostwo Włoch: 1992, 1993
- Wicemistrzostwo Włoch: 1990, 1991
- 3. miejsce w Serie A: 1989
- Finał Pucharu Włoch: 1990
- Superpuchar Włoch: 1988, 1992
- Puchar Europy: 1989, 1990
- Finał Ligi Mistrzów: 1993
- Superpuchar Europy: 1990
- Puchar Interkontynentalny: 1990

Reprezentacyjne
- Mistrzostwo Europy: 1988
- Półfinał mistrzostw Europy: 1992

### Trenerskie
Reprezentacja Holandii
- Półfinał mistrzostw Europy: 2000

FC Barcelona
- Mistrzostwo Hiszpanii: 2005, 2006
- Wicemistrzostwo Hiszpanii: 2004, 2007
- 3. miejsce w Primera División: 2008
- Superpuchar Hiszpanii: 2005, 2006
- Liga Mistrzów: 2006

### Indywidualne
- Złote Buty w Holandii: 1985, 1987
- Drużyna marzeń mistrzostw Europy: 1988
- 3. miejsce w plebiscycie Złotej Piłki: 1988, 1989
- Piłkarz meczu Pucharu Interkontynentalnego: 1990
- Zagraniczny zawodnik Serie A: 1992
- Złoty Guerin: 1992
- Drużyna marzeń ESM: 1995[16]
- 21. miejsce w UEFA Golden Jubilee Poll: 2004[17]
- Nagroda Don Balón: 2005, 2006
- Nagroda Prezydenta UEFA: 2005
- Trener Roku UEFA: 2006
- Trener Roku IFFHS: 2006
- Nagrodę Alfa Ramseya: 2006
- Trener Roku w plebiscycie Onze d’Or: 2006
- Członek FIFA 100
- Galeria Sław AC Milan
- Jeden z 100 Najlepszych Piłkarzy według World Soccer[18]

## Życie prywatne
Pochodzi z rodziny tradycjami piłkarskimi. Jego ojciec Herman (1935–2010) był surinamskim piłkarzem grającym w klubie SV Robinhood przed emigracją do Holandii, gdzie grał w klubie ligi Eredivisie – FC Blauw-Wit. Jego starszy brat, Herman Jr, jest agentem piłkarzy z certyfikatem FIFA, który reprezentuje różnych graczy na arenie międzynarodowej. Dwukrotnie rozwiedziony, obecnie jest żonaty ze Stefanie Rucker, z którą wziął ślub w 2010 roku oraz ma czworo dzieci: córki Lindsay, Ceejay oraz synów Mitchela i Santiego.

## Media
Pojawia się w seriach gier wideo EA Sports FIFA: FIFA 14, FIFA 15, FIFA 16, FIFA 17 Ultimate Team Legends. W grach FIFA 18, FIFA 19 i FIFA 20 występował w FIFA Ultimate Team.